# Jimisola Laursen
Jimisola Laursen (ur. 13 lipca 1977 w Malmö) – szwedzki lekkoatleta, sprinter.

## Osiągnięcia
- srebrny medal halowych mistrzostw Europy (bieg na 400 m, Wiedeń 2002)

## Rekordy życiowe
- Bieg na 200 metrów – 21,09 (2000)
- Bieg na 300 metrów – 33,25 (1999)
- Bieg na 400 metrów – 45,54 (2001)
- bieg na 200 metrów (hala) – 21,14 (2002)
- bieg na 400 metrów (hala) – 45,59 (2002) były rekord Szwecji